# Crottendorfer Spatzen
Crottendorfer Spatzen ist eine Gesangs- und Heimatgruppe aus dem Erzgebirge, die durch ihre Interpretation von Heimatliedern überregionale Bekanntheit erlangte.

## Geschichte
Im Februar 1938 wurde die Heimatgruppe in Crottendorf im Erzgebirge durch den örtlichen Musiklehrer und Organisten Walter Schwarz gegründet. Die Leitung lag nach Schwarz’ Tod im Jahre 1959 in den Händen von Sigrid Süß (1930–2019), die 1942 dieser Gesangsgruppe beigetreten war. In der Regel bestand die Musikgruppe aus 15 Frauen und Mädchen, die sich der Pflege von erzgebirgischem Liedgut in heimatlicher Mundart verschrieben hatten. Dabei griffen sie bekannte Titel u. a. von Anton Günther, Hans Soph und Max Nacke auf, interpretierten aber auch eigene Titel.
Durch die Konzert- und Gastspieldirektion für den Bezirk Karl-Marx-Stadt wurden die Crottendorfer Spatzen auch für Auftritte außerhalb des Erzgebirges verpflichtet. In Rundfunk und Fernsehen hatten sie zahlreiche Auftritte und dies nicht nur zur Weihnachtszeit. Die jährlich zur Adventszeit ausgestrahlte Rundfunksendung Advent im Erzgebirge und ab 1974 die Fernsehsendung O’ Arzgebirg wurde von den Crottendorfer Spatzen regelmäßig mitgestaltet.
Häufig wurden die Crottendorfer Spatzen von dem aus Crottendorf stammenden Joachim Süß auf der Zither begleitet, der auch eigene Titel für diese Heimatgruppe schrieb und erzgebirgische Mundarttexte vertonte. 1972 gründete er dann ein eigenes Ensemble unter dem Namen Joachim Süß und sein Ensemble, mit dem er seitdem eigene Auftritte absolvierte.
Die Crottendorfer Spatzen gestalteten unzählige Folkloreabende für FDGB-Urlauber im oberen Erzgebirge mit. Eines ihrer bekanntesten Lieder ist Wenn es Raachermannel naabelt von Erich Lang, das regelmäßig noch heute in der Advents- und Weihnachtszeit im Erzgebirge erklingt.
1988 begingen die Crottendorfer Spatzen ihr 50-jähriges Jubiläum. Aus diesem Anlass verwendete die Deutsche Post in Crottendorf einen Sonderstempel.
Einige ihrer Titel erschienen in der DDR-Zeit auch auf Langspielplatte und Musikkassette (zum Beispiel 1974 auf der LP Erzgebirgs-Weihnacht und 1988 O Arzgebirg, wie bist du schie).